# Aracena
Aracena est une commune de la province de Huelva dans la communauté autonome d'Andalousie en Espagne.

## Géographie
Aracena est située dans les collines de la sierra Morena, sur la route N433 qui relie Séville au Portugal. Le territoire de la commune accueille le parc naturel de la Sierra de Aracena et des pics de Aroche

## Culture et patrimoine
Dominant la ville, se trouvent les ruines d'un château construit par les Portugais au XIIIe siècle et une église gothico-mudéjare, l'Iglesia Prioral de Nuestra Señora del Mayor Dolor, construite vers 1300.
En contrebas du château se trouve la « grotte des Merveilles » (Gruta de las Maravillas), site majeur d'Aracena, accueillant annuellement 150 000 visiteurs. Douze salles et six lacs s'étendent sur 1 km. Ce sont ces grottes qui ont servi de décor au film de Henry Levin Voyage au centre de la Terre (1959).
Aracena est l'une des villes de production du jambon ibérique qui a fait la réputation de la sierra de Huelva et qui a motivé l'ouverture à Aracena du musée du jambon (museo del jamón). Les collines entourant la ville sont d'ailleurs plantées de nombreux chênes, le gland étant le principal aliment des porcs destinés à donner du jambon.

## Personnalités liées à la commune
- Conchita Alcaide Rodríguez (1939-1980), chanteuse, est née dans la ville[1].